# Addington (Londres)
Pour les articles homonymes, voir Addington.
Addington est une zone anglaise située au sud de Londres, dans le borough londonien de Croydon.